# Bhamodi
Bhamodi é uma vila no distrito de Chhindwara, no estado indiano de Madhya Pradesh.

## Demografia
Segundo o censo de 2001, Bhamodi tinha uma população de 3983 habitantes. Os indivíduos do sexo masculino constituem 52% da população e os do sexo feminino 48%. Bhamodi tem uma taxa de literacia de 74%, superior à média nacional de 59,5%; a literacia é de 58% no sexo masculino e 42% no sexo feminino. 9% da população está abaixo dos 6 anos de idade.